# Typomys planifrons
Typomys planifrons is een knaagdier uit het geslacht Typomys dat voorkomt in het noorden en oosten van Sierra Leone, Liberia, de zuidelijke helft van Guinee en het westen van Ivoorkust (oostelijk tot de rivier Sassandra). Deze soort behoort samen met T. trivirgatus tot het geslacht Typomys.